# IC 3499
IC 3499 ist eine linsenförmige Galaxie vom Hubble-Typ S0-a im Sternbild Jungfrau am Nordsternhimmel. Sie ist 53 Millionen Lichtjahre von der Milchstraße entfernt.
Das Objekt wurde am 10. Mai 1904 von Royal Harwood Frost entdeckt.